# Saint-Michel-du-Squatec
Saint-Michel-du-Squatec, plus souvent désignée Squatec [skwatɛk], est une municipalité dans la municipalité régionale de comté du Témiscouata au Québec (Canada), située dans la région administrative du Bas-Saint-Laurent.

## Toponymie
Le patronage de saint Michel serait redevable à l'un des pionniers ainsi prénommé. En ce qui concerne le mot Squatec, certaines sources avancent qu'il s'agit d'une modification de la forme esqoateg, d'origine micmaque ou malécite, au sens de la source d'une rivière. L'hypothèse voulant que ce mot puisse être d'origine montagnaise (eckwatek) et signifier le brûlé apparaît douteuse, compte tenu du fait que le toponyme se situe sur la rive sud du fleuve Saint-Laurent alors que les Montagnais vivent sur la rive nord de celui-ci.

## Histoire
Les premiers défrichements remontent aux environs de 1893, avec la fondation de la paroisse de Saint-Michel-du-Squatec, aussi identifiée, à l'époque, comme la mission de Viel, du nom de l'un des pionniers. Toutefois les débuts se révèlent particulièrement lents puisqu'en 1910 on ne compte que sept familles à cet endroit. L'érection canonique de la paroisse en 1926 et la création de la municipalité de paroisse en 1928 marqueront le coup d'envoi du développement de la localité. Saint-Michel-du-Squatec est l'une des localités organisatrices du Ve Congrès mondial acadien en 2014.
Le 1er novembre 2014, la municipalité de paroisse change son statut pour Municipalité de Saint-Michel-du-Squatec.

## Géographie
Située à environ 26 km au nord-est de Cabano et à une quarantaine de kilomètres au nord de Dégelis. 
La rivière Touladi traverse le centre de la municipalité du sud au nord.
La rivière Squatec en traverse le sud-est en coulant vers le nord jusqu'à sa confluence avec la rivière Touladi au sud-ouest du village. 
La Petite rivière du Loup(d) traverse le sud-est jusqu'à sa confluence avec la rivière Squatec dans la décharge du lac du Pain de Sucre(d). La rivière Sisime des Aigles traverse la limite nord-est vers le sud-est. 
À partir du lac Témiscouata, la rivière Ashberish délimite le nord-ouest en coulant vers le nord-ouest.
Son territoire compte de nombreux lacs (Aubert, Étroit, Sauvage, Croche).

## Démographie
| 1996  | 2001  | 2006  | 2011  | 2016  | 2021  |
| ----- | ----- | ----- | ----- | ----- | ----- |
| 1 380 | 1 332 | 1 263 | 1 171 | 1 113 | 1 076 |

## Administration
Les élections municipales se font en bloc pour le maire et les six conseillers.
| Saint-Michel-du-Squatec Maires depuis 2005                                                                           |                     |         |          |
| Élection | Maire               | Qualité | Résultat |
| 2005 | André Chouinard     |         | Voir     |
| 2009 | André Chouinard     | Voir    |          |
| 2013 | Jacqueline Caron    |         | Voir     |
| 2017 | André Chouinard (2) |         | Voir     |
| 2021 | Bruno Malenfant     |         | Voir     |
| Élection partielle en italique Depuis 2005, les élections sont simultanées dans toutes les municipalités québécoises |                     |         |          |

## Parc national du Lac-Témiscouata

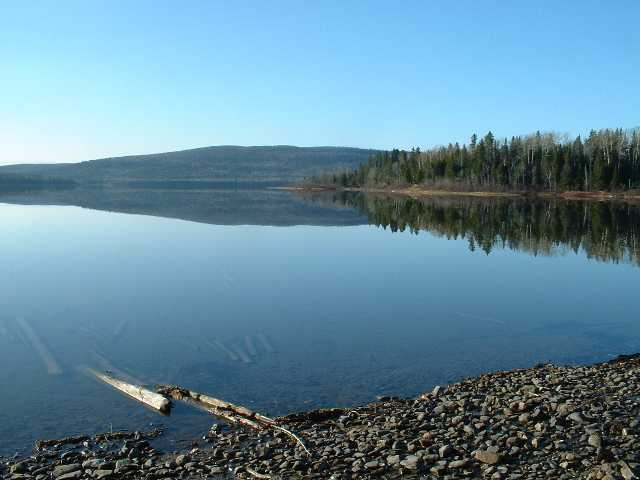
Le grand lac Touladi sur le territoire du parc national du Lac-Témiscouata.

Le vaste territoire public situé entre le village de Squatec et le lac Témiscouata et bordé au sud-est par les municipalités de Saint-Juste-du-Lac et d'Auclair est devenu, le 19 mars 2009, le parc national du Lac-Témiscouata. L'annonce en a été faite le 9 avril 2009 par le premier ministre du Québec, Jean Charest, à Cabano.
Ce nouveau parc national a une superficie de 175,3 km2. Il est divisé en deux secteurs, l’un au nord-est (157,2 km2) et l’autre au sud-est (18,1 km2) du lac Témiscouata.